# Blattner Géza
Blattner Géza Gyula (Debrecen, 1893. február 15. – Debrecen, 1967. július 27.) festő, grafikus és bábművész.

## Pályája

### Magyarország – a Wayang játékok
1910-től 1914-ig Münchenben tanult, előbb festészetet Hollósy Simonnál, majd az ottani iparművészeti főiskolára járt. E városban fordult érdeklődése a bábművészet felé; nagy hatással voltak rá Paul Brann marionettelőadásai és Ernst Moritz Engert szűk körben előadott szecessziós árnyjátékai. Az első világháború idején más művészekkel közösen dolgozott a margitszigeti hadikiállításon (1917), ahol megismerte a bábos Hincz család hagyományos vásári technikáját. 
Ezt követően festőtársaival, Walleshausen Zsigmonddal és Detre Szilárddal, illetve a fényképész Rónai Dénessel közösen határozták el egy művészi bábszínház megalapítását, melynek első előadása 1919 márciusában volt a Belvárosi Színházban, Wayang játékok címmel. (A cím arra utalt, hogy a jávai vajanghoz hasonlóan síkfigurákkal dolgoztak, de ezeket a falemezből készített alakokat keleti vajanggal ellentétben nem alulról, hanem oldalról mozgatták, és síneken tologatták a színpadon. Tévedésen alapul, hogy a bécsi Richard Teschner vajang előadásai ihlették volna az előadást, Blattner egykorú írásai és saját visszaemlékezései alapján nyilvánvaló, hogy a bécsi színházat csak 1925-ben látta először. A Wayang játékok technikája leginkább a hadikiállítás egyik, hadimilliomosok versenyét imitáló vurstlijátékát idézte.) Az előadás számára fordított, illetve dolgozott át Kosztolányi Dezső egy 15. századi flamand játékot A lovag meg a kegyese címmel, illetve szintén ez alkalomból, az ő felkérésükre írta meg Balázs Béla A könnyű ember című marionettjátékát, és A fekete korsó című árnyjátékot. A szecessziós előadás, melynek látványvilága Engert hatását mutatta, és a mai nézőben Lesznai Anna meseillusztrációit idézi, az egyik első hazai művészi felnőtt bábelőadás volt, mérsékelt sikerrel.

### Újabb magyarországi próbálkozások
Blattner, komolyabb közönségérdeklődés hiányában kénytelen volt a gyermekszínház és a hagyományosabb marionett felé fordulni: a Tanácsköztársaság idején állami támogatással megalapította a Proletárgyermekek Bábszínházát, mely többek között Balázs Béla A halász és a hold ezüstje című régebbi mesejátékát adta elő. 1920-tól számos gyermekelőadást tartott szerte az országban, főleg a Gyermektanulmányi Társaság szervezésében, de sokfelé próbálkozott a paraszti felnőtt közönség megnyerésével is. 1923-ban a fiatal Németh Antallal – a Nemzeti Színház későbbi igazgató-rendezőjével – közösen létrehoztak egy, inkább felnőtteknek szánt Faust előadást az egyik ősi, népi Faust bábjáték nyomán. Ebben Faust szolgája, az ördög eszén túljáró Kasperl kesztyűs báb volt, míg a többi szereplő a most először alkalmazott ún. billentyűs bábu. (E testre szerelhető, alulról billentyűkkel mozgatott bábfajta továbbfejlesztett változata Blattner egyik legsajátosabb technikája lett később.) Ezzel párhuzamosan a Donáti utcai lakásán működtetett Művészi Bábjátékok zártkörű művész közönségnek játszott, gyakori vendége volt Baktay Ervin, Kosztolányi Dezsőné vagy a Dienes Valéria-tanítvány Mirkovszky Mária táncosnő. Itt beöltözős történelmi happeningeket is tartottak.

### Párizs – avant-garde
Blattner 1925-ben Párizsba utazott, és lámpaernyő-készítéssel megfelelő egzisztenciát alapított. Erre támaszkodva elevenítette fel bábszínházi működését 1928-ban, létrehozva az Arc-en-Ciel (Szivárvány) bábszínházat, főként felesége, Sulyok Helén és Párizsban tartózkodó vagy ott letelepedő magyar művészek közreműködésével. (Kezdetben Sigismund Kolos-Vary/Kolozsvári Zsigmond, A. Tóth Sándor, az orosz Marie Wassilieff, később többek között Walleshausen Zsigmond, Istvan (Etienne) Beothy/Beöthy István, Koffán Károly, Joseph Csaky/Csáky József, Etienne Raik/Rajk István dolgozott vele, összesen – írókkal és muzsikusokkal együtt – vagy harmincan.)
A társulat az 1929-ben rendezett párizsi bábkongresszuson és -fesztiválon nagy meglepetést keltett újszerű, avantgárd felnőtt produkcióival, melyek a konstruktivizmus és az art deco hatását mutatták, gyakran síkfigurákkal, de voltak groteszk marionettjátékaik is. „A bábszínház teljes megújulásának lehetünk tanúi. Most tűnt föl először, hogy a bábok nemcsak az élőket utánozhatják, hanem akár létrehozhatják a saját művészetüket is” – írta egy rangos kritikus. A többi kritikában is a „csodálatos”, „festői”, „elragadó”, „bájos”, „ellenállhatatlan”, „varázslatos”, „találékony” jelzők variálódtak. Az 1932-ben bemutatott Bendzsó úr és a pelikánját például, melyben egy pelikán pergő dzsessz ritmusra ropta, gyakran háromszor megismételtette velük a kacagó közönség, felvette a francia filmhíradó is. Blattnerék műsorainak lelkes látogatói lettek a Montparnasse művészkollégái, André Kertész például egy sor fotót készített róluk.

### Párizs – misztériumjátékok
Blattner a harmincas évek második felében – mikor az avantgárd szerte a világon visszahúzódóban volt – a modern darabokat vegyítette a hagyományosabb, komolyabb hangvételű, nagyobb lélegzetű misztériumjátékokkal, melyekhez tovább tökéletesítette a billentyűs bábot. E nagyobb lélegzetű műsorszámok közé tartozott Az ember tragédiája első franciaországi adaptációja, melyet az 1937-es párizsi világkiállításon mutattak be. (Ez az előadás nyerte a magyarok 61 aranyérmének egyikét.) A keretszíneket a felső színpadon, alulról mozgatott billentyűsekkel, az álom színeket – szimbolikus módon – az alsón, felülről manipulált marionettekkel játszották. Az egyes történelmi helyszíneket felidéző expresszív, modern díszletek mindegyikét más tervezte, és egy nagy függőleges „sorskerékre” rögzítették ezeket, mely minden újabb álommal tovább fordult. Blattner rendezésében, de francia bábokkal, bábosokkal, és – akárcsak Madách művét, szintén Harsányi Tibor zenéjével – mutatták be A kis szabó című Grimm mesét, mely szintén aranyérmet nyert a világkiállításon; ezt az előadást francia-cseh együttműködéssel 2001-ben filmen rekonstruálták.
A háború alatt a németek elől Dél-Franciaországba menekült, és már útközben feleségével kettesben bábozott gyerekeknek. 1945 után már nem tudta társait újra összegyűjteni, egyre kevesebb bemutatója volt, mígnem 1958-ban végleg felhagyott a bábozással, és visszaért a festészethez. Összesen vagy hetven hosszabb-rövidebb produkciója volt, és az összes lehetséges technikát alkalmazta.

## Hatása
Az Arc-en-Ciel fellépése előtt Párizsban nem működött modern felnőtt bábszínház (hacsak nem tekintjük annak a szintén magyar Medgyes László képzőművészeti iskolájának zárt körű diákelőadásait). 1929 után viszont öt kis kísérletező kedvű művészbábszínház is alakult a nyomában, melyek szorosan együtt is működtek Blattnerrel. Az ő hatására kezdett bábozni Frédéric O’Brady (eredetileg Ábel Frigyes néven színész, majd Európát bebarangoló író, táncos, nyelvzseni, muzsikus), akinek egyszemélyes produkciói később nagy sikert arattak világszerte. Szintén az Arc-en-Ciel-ből vált ki saját bábszínházat teremtve Detre Szilárd/Constantin Detre. Blattnertől tanult a francia avant-garde bábszínház egyik legjelesebbje, Yves Joly. Feltehetően igaza van Wolfgang Till német bábtörténésznek, aki szerint „Blattner Géza művészete Franciaországban bábreneszánszt indított el. A játékosok több generációjára kifejtett hatása mind a mai napig érezhető maradt.” (1986)
Bábuinak java része elveszett, valószínűleg második felesége semmisítette meg azokat. Kevés az Országos Színháztörténeti Múzeum és Intézet Bábgyűjteményében található (bőséges írásos hagyatékkal, melynek jelentős része Óhidy Lehel gyűjteményéből került oda), egy ládányit (feltehetően a Kalevala billentyűs bábuival) 1952-ben Finnországba küldött, ez lappang. A müncheni bábmúzeumba (Puppentheatersammlung des Münchner Stadtmuseums; ez az egyik legjelentősebb ilyen gyűjtemény a világon, ahol különben írásos dokumentumokat is őriznek Blattnertől) küldött tucatnyi Arc-en-Ciel bábu ma is látható egy külön nagy tárlóban. Egyetlen eredeti billentyűs bábuja sem maradt fent, de leírása alapján a 2007-es Blattner-évfordulóra Lellei Pál bábtervező rekonstruált egyet. Tevékenységének monografikus feldolgozása 2014-ben jelent meg először, továbbá színházának bőséges képi dokumentációja található Tóth Gábor Sándor könyvében.
Tiszteletére 2002 óta minden évben két bábművészt tüntetnek ki Magyarországon Blattner Géza-díjjal.